# Vodní elektrárna Hracholusky
Vodní elektrárna Hracholusky je vodní elektrárna vybudovaná na přehradní hrázi Hracholusky na řece Mži. Byla uvedena do provozu v roce 1964 a nahradila malou vodní elektrárnu Pňovany, kterou zatopila nová přehradní nádrž. Věž objektu elektrárny stojí v přehradním jezeře a je ve vlastnictví státního podniku Povodí Vltavy. Technologické zařízení je v majetku ČEZ. Elektrárna je vybavena jednou vertikální Kaplanovou turbínou z ČKD Blansko. Její výkon je 2,55 MW a hltnost 11,5 až 13 m³/s.